# Porsche Tennis Grand Prix 1978
Porsche Tennis Grand Prix 1978 - жіночий тенісний турнір, що проходив на закритих кортах з килимовим покриттям Tennis Sporthalle Filderstadt у Фільдерштадті (Західна Німеччина). Належав до турнірів категорії A в рамках Colgate Series 1978. Турнір відбувся вперше і тривав з 23 жовтня до 29 жовтня 1978 року. Перша сіяна Трейсі Остін здобула титул в одиночному розряді, свій перший як професіоналки, й отримала за це 6 тис. доларів США а також автомобіль Porsche 924.

## Фінальна частина

### Одиночний розряд
Трейсі Остін —  Бетті Стов 6–3, 6–3
- Для Остін це був 1-й титул за рік і 1-й — за кар'єру.

### Парний розряд
Трейсі Остін /  Бетті Стов —  Міма Яушовец /  Вірджинія Рузічі 6–3, 6–2

## Розподіл призових грошей
| Дисципліна       | П      | F      | ПФ     | ЧФ   | 1/8  | 1/16 |
| Одиночний розряд | $6,000 | $3,000 | $1,800 | $900 | $600 | $325 |

## Нотатки
1. ↑  Турніри з призовими для жінок принаймні 35 тис. доларів.[1]